# Litsea phuwuaensis
Litsea phuwuaensis är en lagerväxtart som beskrevs av Ngerns.. Litsea phuwuaensis ingår i släktet Litsea och familjen lagerväxter. Inga underarter finns listade i Catalogue of Life.